# Oskar Maretzky
Oskar Maretzky (né le 2 juin 1881 à Breslau, mort en février 1945 à Helmsdorf) est un juriste et homme politique allemand.

## Biographie
Il est le fils d'un dentiste protestant. Après avoir obtenu au lycée Sainte-Marie-Madeleine de Breslau son abitur en 1900, il entame des études de droit à Breslau, où il devient de la Burschenschaft Arminia (de), puis à Leipzig. En 1904, il a un doctorat. Il devient en 1908 juge adjoint puis rejoint le service administratif de la ville de Berlin où il est élu en 1911 adjoint au maire de Boxhagen-Rummelsburg (de) puis conseiller municipal de Lichtenberg de 1912 à 1918.
Durant la république de Weimar, Maretzky rejoint d'abord le Parti populaire allemand. Après les élections législatives allemandes de 1919, il devient membre de l'Assemblée nationale de Weimar puis du Reichstag. Peu après le putsch de Kapp en 1920, il est suivi par la police. En 1924, il démissionne du DVP et crée le Parti impérial national-libéral dont il devient le chef. Il est de nouveau réélu la même année et est le seul parlementaire du NLRP. En février, il vient dans le DNVP jusqu'à sa dissolution en 1933. En décembre 1924, il démissionne du Reichstag. De 1925 à 1932, il est membre du parlement prussien.
Durant le régime nazi, il est proche du parti au pouvoir, mais le NSDAP suspend son adhésion. En 1933, il devient par intérim bourgmestre du Grand Berlin. À la suite de la démission de Heinrich Sahm le 19 décembre 1935, il est bourgmestre-gouverneur de Berlin par intérim jusqu'à son retrait de la politique le 31 mars 1937.
Après son retrait de la politique, il est membre du conseil d'administration de la Croix-Rouge allemande. Durant la Seconde Guerre mondiale, il est cadre chez Knorr-Bremse à Berlin.

## Source, notes et références
- (de) Cet article est partiellement ou en totalité issu de l’article de Wikipédia en allemand intitulé « Oskar Maretzky » (voir la liste des auteurs).

- (de) « Publications de et sur Oskar Maretzky », dans le catalogue en ligne de la Bibliothèque nationale allemande (DNB).
- Helge Dvorak: Biographisches Lexikon der Deutschen Burschenschaft. Band I, Teilband 4, Heidelberg 2000, S. 28–29.